# 圖蓬加托火山
圖蓬加托火山（西班牙語：Volcán Tupungato），海拔约6600米，高度2765米，屬於南美洲最高的山峰之一，是更新世形成的層狀火山，位於智利聖地亞哥首都大區和阿根廷門多薩省接壤的邊境。

## 参考资料

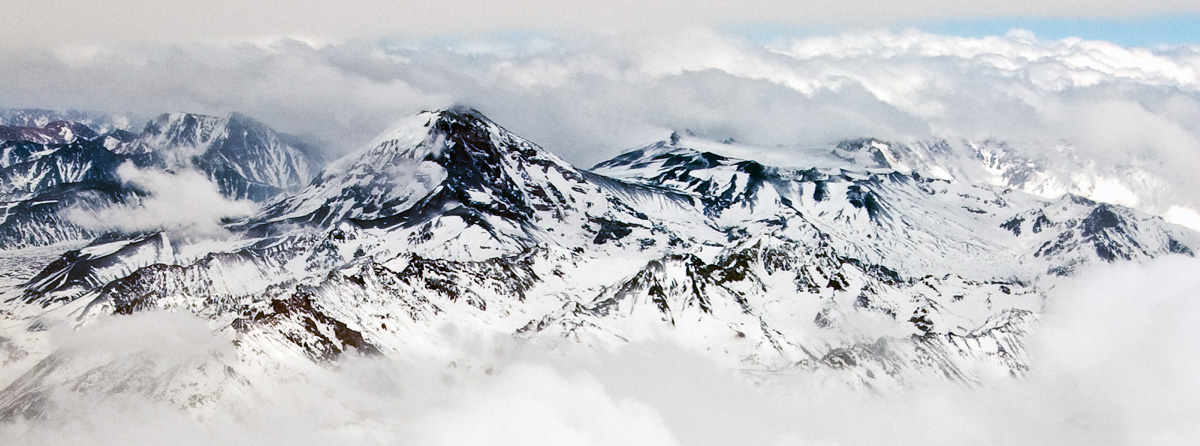
圖蓬加托火山（中左）

## 外部連結
- Pictures of Mount Tupungato（页面存档备份，存于）
- Technical information
- Star Dust Plane Crash Mystery （页面存档备份，存于）
- Andes Mountains (Spanish)